# L'Homme de Hong Kong
Pour plus de détails, voir Fiche technique et Distribution.
L'Homme de Hong Kong (The Man from Hong Kong) est un film australo-hongkongais réalisé par Brian Trenchard-Smith et sorti en 1975.

## Synopsis
Un flic est envoyé en Australie pour arrêter un dealer, mais celui ci est abattu par un mystérieux inconnu.

## Fiche technique
- Titre : L'Homme de Hong Kong
- Titre original : The Man from Hong Kong
- Réalisation : Brian Trenchard-Smith et Jimmy Wang Yu (pour la version hongkongaise)
- Scénario : Brian Trenchard-Smith
- Musique : Noel Quinlan
- Photographie : Russell Boyd
- Montage : Ron Williams et Peter Cheung (pour la version hongkongaise)
- Direction artistique : Chien Shum et David Copping
- Production : Raymond Chow et John Fraser
- Société de production : Golden Harvest, The Movie Company Pty. Ltd.
- Pays d'origine : Australie et Hong Kong
- Genre : Drame, action, policier
- Durée : 106 minutes
- Dates de sortie :

 Hong Kong : 31 juillet 1975
 Australie : 5 septembre 1975
 France : 21 juillet 1976

## Distribution
Sauf indication contraire, les informations mentionnées dans cette section peuvent être confirmées par la base de données cinématographiques IMDb,  présente dans la section « Liens externes ».
- Jimmy Wang Yu (VF : Bernard Murat) : inspecteur-détective Fang Sing Leng
- George Lazenby (VF : Raymond Loyer) : Jack Wilton
- Hugh Keays-Byrne (VF : Jacques Ferrière) : sergent-détective Morrie Grosse
- Roger Ward (VF : Raoul Delfosse) : inspecteur-détective Bob Taylor
- Rebecca Gilling (VF : Béatrice Delfe) : Angelica
- Rosalind Speirs (VF : Perrette Pradier) : Caroline Thorne
- Grant Page (en) : John Grantley
- Frank Thring (VF : Roger Lumont) : Willard
- Sammo Hung : Win Chan
- Deryck Barnes (VF : Jean-François Laley) : Dr Derek Pearson, le père d'Angelica
- Bill Hunter : Peterson
- Elaine Wong (VF : Sylviane Margollé) : Mei Ling
- John Orcsik (en) : Charles